# Кампремолдо Сопра (Пјаченца)
Кампремолдо Сопра је насеље у Италији у округу Пјаченца, региону Емилија-Ромања.
Према процени из 2011. у насељу је живело 339 становника. Насеље се налази на надморској висини од 91 м.